# 그로텐디크 위상
대수기하학과 범주론에서, 그로텐디크 위상(Grothendieck位相, 영어: Grothendieck topology)은 열린 덮개의 개념을 공리적으로 추상화한 개념이다. 이를 사용하여 위상 공간의 개념을 위치(位置, 영어: site)로 일반화할 수 있다.
그로텐디크 위상의 개념은 대수기하학에서 사용되는, 에탈 코호몰로지 · fppf 코호몰로지 · 결정 코호몰로지(영어: crystalline cohomology)와 같은 각종 코호몰로지 이론을 정의하는 데 필요하다.

## 정의
그로텐디크 위상은 주어진 대상 위의 "덮개"가 무엇인지의 데이터를 담고 있다. 그로텐디크 위상은 두 가지로 정의할 수 있다.
- 일반적인 범주에서 그로텐디크 위상은 체의 개념을 통해 정의되며, 그로텐디크 위상은 어떤 체들이 덮개체(영어: covering sieve)를 이루는지에 대한 정보를 담고 있다.
- 만약 범주가 당김을 가진다면, 체 대신 단순히 사상들의 집합을 사용할 수 있다. 이 경우, 그로텐디크 (준)위상은 어떤 사상 집합들이 덮개를 이루는지에 대한 정보를 담고 있다. 이 정의는 더 직관적이지만, 일반적 범주에 적용할 수 없어 덜 일반적이다.

두 정의 모두, 그로텐디크 위상은 세 개의 공리들로 정의된다. 이들은 대략 다음과 같다.
- (덮개의 제한) {\displaystyle U}의 덮개를, {\displaystyle U}의 부분 {\displaystyle V}로 국한하여도 이는 {\displaystyle V}의 덮개를 이룬다.
- (덮개의 세분) {\displaystyle U}가 {\displaystyle \{U_{i}\}_{i\in I}}들로 덮히며, 덮개의 각 성분 {\displaystyle U_{i}}를 또 그 위의 덮개 {\displaystyle \{U_{i,j}\}_{j\in J_{i}}}로 세분한다면, 세분된 덮개 {\displaystyle \textstyle \bigcup _{i\in I}\{U_{i,j}\}_{j\in J_{i}}} 역시 {\displaystyle U}의 덮개를 이룬다.
- (자명한 덮개) 모든 대상은 스스로의 덮개이다.

그러나 이 세 공리는 덮개의 개념을 어떻게 형식화하느냐에 따라 달리 표현된다.
그로텐디크 위상을 갖춘 범주를 위치라고 한다. 작은 위치 위의 층의 범주와 동치인 범주를 그로텐디크 토포스라고 한다.
집합 위의 위상을 더 섬세함·엉성함에 따라 비교할 수 있는 것처럼,
주어진 범주 위의  그로텐디크 위상들의 모임 위에는 부분 순서가 존재한다. 즉, 같은 범주 위의 두 그로텐디크 위상에 대하여, 첫째가 둘째보다 더 섬세(영어: finer)하다고 할 수 있다. (이는 둘째가 첫째보다 더 엉성(영어: coarser)하다는 것과 같다.) 더 섬세한 위상에서는
- 더 많은 수의 덮개들이 존재한다.
- 준층이 층을 이루는 것이 더 어렵다. (이는 각 덮개에 대하여 층의 짜깁기 공리가 성립하여야 하기 때문이다.)

반대로, 더 엉성한 위상에서는
- 더 적은 수의 덮개들이 존재한다.
- 준층이 층을 이루는 것이 더 쉽다.

### 체를 통한 정의
국소적으로 작은 범주 {\displaystyle {\mathcal {C}}} 위의 그로텐디크 위상(영어: Grothendieck topology)은 다음과 같은 데이터로 정의된다.
- 각 대상 {\displaystyle U\in {\mathcal {C}}}에 대하여, {\displaystyle U}에 대한 체들의 모임 {\displaystyle {\mathfrak {J}}(U)\subseteq \operatorname {Sieve} _{\mathcal {C}}(U)}. 이를 {\displaystyle U}의 덮개체(영어: covering sieve)의 모임이라고 한다.

이들은 다음과 같은 공리들을 따라야 한다. 임의의 {\displaystyle U\in {\mathcal {C}}}에 대하여,
- (덮개의 제한) 덮개체의 제한은 덮개체이다. 즉, 모든 덮개체 {\displaystyle S\subseteq \hom(-,U)} 및 사상 {\displaystyle f\colon V\to U}에 대하여, {\displaystyle S}를 {\displaystyle V}로 제한하여 얻는 체 {\displaystyle f^{*}S\subseteq \hom(-,V)} 역시 덮개체이다. 여기서 제한체는 구체적으로 {\displaystyle \textstyle g\in f^{*}S{\stackrel {\operatorname {def} }{\iff }}f\circ g\in S}이다.
- (덮개의 세분) 덮개체의 각 성분의 덮개체를 짜기워 더 섬세한 덮개체를 얻을 수 있다. 즉, {\displaystyle U} 위의 체 {\displaystyle T\subseteq \hom(-,U)}가 덮개체가 될 충분 조건은 어떤 덮개체 {\displaystyle S\in {\mathfrak {J}}(U)} 및 모든 대상 {\displaystyle V\in {\mathcal {C}}} 및 모든 {\displaystyle f\in S(V)\subseteq \hom(V,U)}에 대하여, {\displaystyle f^{*}T\subseteq \hom(-,V)}가 덮개체가 되는 것이다.
{\displaystyle W_{i,j}{\overset {\in f^{*}T}{\to }}V{\overset {f\in S}{\to }}U}
- (자명한 덮개) 요네다 체 {\displaystyle \hom(-,U)}는 덮개체이다.

{\displaystyle {\mathcal {C}}} 위의 두 그로텐디크 위상 {\displaystyle {\mathfrak {J}}}, {\displaystyle {\mathfrak {J}}'}에 대하여, 만약 모든 {\displaystyle U\in {\mathcal {C}}}에 대하여 {\displaystyle {\mathfrak {J}}(U)\subseteq {\mathfrak {J}}'(U)}라고 한다면, {\displaystyle {\mathfrak {J}}}가 {\displaystyle {\mathfrak {J}}'}보다 더 엉성하며, 반대로 {\displaystyle {\mathfrak {J}}'}이 {\displaystyle {\mathfrak {J}}}보다 더 섬세하다고 한다.

### 사상 집합을 통한 정의
체는 함자 조건에 의하여, 매우 많은 수의 사상들을 포함한다. 이를 대신하여, 주어진 체를 생성하는 더 적은 수의 사상만으로 그로텐디크 위상을 정의할 수 있다. 이러한 데이터를 그로텐디크 준위상이라고 한다. (그러나 서로 다른 두 그로텐디크 준위상이 같은 그로텐디크 위상을 생성할 수 있다.)
국소적으로 작은 범주 {\displaystyle {\mathcal {C}}} 위의 그로텐디크 준위상(Grothendieck準位相, 영어: Grothendieck pretopology)은 다음과 같은 데이터로 정의된다.
- 각 대상  {\displaystyle U\in {\mathcal {C}}}에 대하여, {\displaystyle U}로 향하는 사상들의 집합들의 모임 {\displaystyle {\mathfrak {D}}(U)}. {\displaystyle {\mathfrak {D}}(U)}의 원소를 {\displaystyle U}의 덮개라고 한다.

이 데이터 또한 일련의 공리들을 만족시켜야 한다.
- (덮개의 제한) 임의의 사상 {\displaystyle f\colon V\to U} 및 {\displaystyle U}의 덮개 {\displaystyle \{f_{i}\}_{i\in I}}에 대하여, 이를 {\displaystyle V}에 제한하여 얻은 {\displaystyle \{f_{i}\times _{U}V\colon U_{i}\times _{U}V\to V\}}는 {\displaystyle V}의 덮개이다. 또한, 이 정의에서 등장하는 당김 {\displaystyle \{U_{i}\times _{U}V\}_{i\in I}}가 항상 존재한다.
{\displaystyle {\begin{matrix}U_{i}\times _{U}V&{\overset {f_{i}\times _{U}V}{\to }}&V\\\downarrow &&\downarrow \\U_{i}&{\underset {f_{i}}{\to }}&U\end{matrix}}}
- (덮개의 세분) 임의의 대상 {\displaystyle U\in {\mathcal {C}}} 및 덮개 {\displaystyle \{f_{i}\colon U_{i}\to U\}_{i\in I}\in {\mathfrak {D}}(U)} 및 덮개 {\displaystyle \{f_{i,j}\colon U_{i,j}\to U_{i}\}_{j\in J_{i}}\in {\mathfrak {D}}(U_{i})}에 대하여, {\displaystyle \{f_{i}\circ f_{i,j}\}} 역시 {\displaystyle U}의 덮개이다.
{\displaystyle U_{i,j}{\overset {f_{i,j}}{\to }}U_{i}{\overset {f_{i}}{\to }}U}
- (자명한 덮개) 임의의 동형 사상 {\displaystyle i\colon U\to V}에 대하여, {\displaystyle \{i\}}는 {\displaystyle V}의 덮개이다.

국소적으로 작은 범주 {\displaystyle {\mathcal {C}}} 위의 그로텐디크 준위상 {\displaystyle {\mathfrak {D}}}가 주어졌다면, 이에 대응하는 그로텐디크 위상 {\displaystyle {\mathfrak {J}}_{\mathfrak {D}}}를 정의할 수 있다. {\displaystyle {\mathfrak {J}}_{\mathfrak {D}}}에서 {\displaystyle U\in {\mathcal {C}}}의 덮개체들은 적어도 하나의 덮개를 포함하는 체들이다.
{\displaystyle S\in {\mathfrak {J}}_{\mathfrak {D}}(U)\iff \exists d\in {\mathfrak {D}}(U)\colon S(U)\supset d\neq \varnothing }

### 로비어-티어니 위상
로비어-티어니 위상(영어: Lawvere–Tierney topology)의 개념은 그로텐디크 위상의 개념의 일반화이다. 로비어-티어니 위상은 임의의 토포스 위에 정의된다. 작은 범주 {\displaystyle {\mathcal {C}}} 위의 준층의 범주 {\displaystyle \operatorname {PSh} ({\mathcal {C}})}는 토포스를 이루며, 그 위의 로비어-티어니 위상은 {\displaystyle {\mathcal {C}}} 위의 그로텐디크 위상과 동치이다.
토포스 {\displaystyle {\mathcal {T}}} 위의 부분 대상 분류자 {\displaystyle (\Omega ,\top )\in {\mathcal {T}}}가 주어졌다고 하자. {\displaystyle {\mathcal {T}}} 위의 로비어-티어니 위상 {\displaystyle j\colon \Omega \to \Omega }은 다음 조건들을 만족시키는 사상이다.
- 다음 그림이 가환 그림을 이룬다.
{\displaystyle {\begin{matrix}1&{\overset {\top }{\to }}&\Omega \\&{\scriptstyle \top }\searrow &\downarrow \scriptstyle j\\&&\Omega \end{matrix}}}
- 다음 그림이 가환 그림을 이룬다.
{\displaystyle {\begin{matrix}\Omega &{\overset {j}{\to }}&\Omega \\&{\scriptstyle j}\searrow &\downarrow \scriptstyle j\\&&\Omega \end{matrix}}}
- 다음 그림이 가환 그림을 이룬다.
{\displaystyle {\begin{matrix}\Omega &{\overset {\land }{\to }}&\Omega \\&{\scriptstyle j\times j}\searrow &\downarrow \scriptstyle j\\\Omega \times \Omega &{\underset {\land }{\to }}&\Omega \end{matrix}}}

부분 대상 분류자의 정의에 의하여, 로비어-티어니 위상 {\displaystyle j\colon \Omega \to \Omega }을 고르는 것은 {\displaystyle \Omega }의 부분 대상 {\displaystyle J\hookrightarrow \Omega }을 고르는 것과 같다.
작은 범주 {\displaystyle {\mathcal {C}}} 위의 준층 범주 {\displaystyle \operatorname {PSh} ({\mathcal {C}})}에서 부분 대상 분류자 {\displaystyle \operatorname {Sieve} }는 대상 {\displaystyle U\in {\mathcal {C}}}에 대하여 그 위의 모든 체들의 집합 {\displaystyle \operatorname {Sieve} (U)}를 대응시킨다. 따라서 부분 대상 분류자 {\displaystyle \operatorname {Sieve} }의 부분 대상 {\displaystyle J}는 각 대상 {\displaystyle U\in {\mathcal {C}}}에 대하여, 그 위의 체들의 집합 {\displaystyle J(U)\subseteq \operatorname {Sieve} (U)}을 대응시키는 준층이다. 이것이 준층을 이룬다는 것은 덮개체의 집합이 당김에 대하여 닫혀 있다는 조건이며, 이는 그로텐디크 위상의 세 공리 가운데 하나이다. 그로텐디크 위상의 나머지 두 공리는 로비어-티어니 위상의 공리들과 동치이다.

## 예

### 이산 위상과 비이산 위상
범주 {\displaystyle {\mathcal {C}}} 위의 이산 위상(영어: discrete topology)은 모든 체가 덮개체를 이루는 위상이다. 그로텐디크 준위상을 사용한다면, 이는 (같은 공역을 갖는) 임의의 사상들의 모임이 덮개를 이루는 것과 같다. 이는 주어진 범주 위의 가장 섬세한 위상이다.
범주 {\displaystyle {\mathcal {C}}} 위의 비이산 위상(영어: indiscrete topology)은 덮개체가 {\displaystyle {\mathfrak {J}}(U)=\{\hom(-,U)\}}인 위상이다. 그로텐디크 준위상을 사용한다면, 이는 덮개가 {\displaystyle {\mathfrak {D}}(U)=\{\operatorname {id} _{U}\}}인 것과 같다. 이는 주어진 범주 위의 가장 엉성한 위상이다. 비이산 위상을 부여한 위치 위에서 모든 준층은 층을 이룬다.

### 표준 위상
임의의 국소적으로 작은 범주 {\displaystyle {\mathcal {C}}} 위의 준층들의 모임 {\displaystyle {\mathfrak {F}}}가 주어졌다고 하자. 그렇다면, {\displaystyle {\mathfrak {F}}}들이 모두 층을 이루는, 가장 섬세한 그로텐디크 위상이 존재한다.:14, Lemma 0.35
표현 가능 준층은 임의의 대상 {\displaystyle U\in {\mathcal {C}}}에 대하여 {\displaystyle \hom(-,U)}의 꼴의 준층이다. 모든 표현 가능 준층이 층을 이루는 가장 섬세한 그로텐디크 위상을 표준 위상(영어: canonical topology)이라고 한다. 표준 위상보다 더 엉성한 위상을 준표준 위상(영어: subcanonical topology)이라고 한다. 즉, 준표준 위상은 모든 요네다 준층이 층을 이루는 위상이다.
그로텐디크 토포스 {\displaystyle {\mathcal {T}}} 위에 표준 위상을 부여한다면, {\displaystyle {\mathcal {T}}} 위의 모든 층은 표현 가능하다. 즉, 이 경우 {\displaystyle {\mathcal {T}}}와 {\displaystyle \operatorname {Sh} ({\mathcal {T}})}는 서로 동치이다.

### 조각 범주
국소적으로 작은 범주 {\displaystyle {\mathcal {C}}} 및 대상 {\displaystyle B\in {\mathcal {C}}}가 주어졌다고 하자.
{\displaystyle {\mathcal {C}}} 속의 임의의 사상 {\displaystyle u\colon U\to B} 및 체 {\displaystyle S\subseteq \hom(-,U)}가 주어졌다고 하자. 그렇다면, 조각 범주 {\displaystyle {\mathcal {C}}/B}의 대상 {\displaystyle u} 위에 체 {\displaystyle S/B}를 다음과 같이 정의할 수 있다.
{\displaystyle S/B=\left\{{\begin{matrix}V&{\overset {f}{\to }}&U\\&{\scriptstyle v}\searrow &\downarrow \scriptstyle u\\&&B\end{matrix}}\colon f\in S\right\}}
{\displaystyle {\mathcal {C}}} 위의 그로텐디크 위상 {\displaystyle {\mathfrak {J}}}가 주어졌을 때, 각 {\displaystyle u\in {\mathcal {C}}/B}에 대하여
{\displaystyle ({\mathfrak {J}}/B)(u)=\{S/B\colon S\in {\mathfrak {J}}(U)\}}
로 정의하면, {\displaystyle {\mathfrak {J}}/B}는 {\displaystyle {\mathcal {C}}/B} 위의 그로텐디크 위상을 이룬다. 이를 조각 범주 {\displaystyle {\mathcal {C}}/B} 위의 유도 위상(영어: induced topology)이라고 한다.

### 위상 공간의 작은 위치
위상 공간 {\displaystyle X}의 열린집합들의 범주 {\displaystyle \operatorname {Open} (X)}를 생각하자. 이 경우, 대상은 열린집합들이고, 사상은 포함 관계 {\displaystyle \iota _{UV}\colon U\hookrightarrow V}들이다. 즉, 임의의 {\displaystyle U,V\in \operatorname {Open} (X)}에 대하여, {\displaystyle \hom(U,V)}는 공집합이거나 아니면 {\displaystyle \iota _{UV}\colon U\hookrightarrow V} 하나의 원소만을 포함한다.

#### 열린집합 범주에서의 체
{\displaystyle \operatorname {Open} (X)}에서 열린집합 {\displaystyle U\in \operatorname {Open} (X)} 위의 체는 다음 조건을 만족시키는 열린집합들의 집합 {\displaystyle {\mathcal {S}}\subset \operatorname {Open} (X)}으로 주어진다.
- (상계) 모든 {\displaystyle V\in {\mathcal {S}}}에 대하여, {\displaystyle V\subseteq U}
- (하향 닫힘) 모든 {\displaystyle V,W\in \operatorname {Open} (X)}에 대하여, 만약 {\displaystyle V\subseteq W}이며 {\displaystyle W\in {\mathcal {S}}}라면 {\displaystyle V\in {\mathcal {S}}}

구체적으로, 요네다 함자의 부분 함자 {\displaystyle S\colon \operatorname {Open} (X)^{\operatorname {op} }\to \operatorname {\operatorname {Set} } }가 주어진다면,
{\displaystyle {\mathcal {S}}=\{V\in \operatorname {Open} (X)\colon S(V)\neq \varnothing \}}
이다. 즉, 열린집합의 범주에서 {\displaystyle U} 위의 체는 하향으로 닫힌 {\displaystyle U}의 부분 집합들의 모임과 같다.
{\displaystyle V\subset U}이며, {\displaystyle U} 위의 체 {\displaystyle {\mathcal {S}}}가 주어졌다고 하자. 포함 관계 {\displaystyle \iota \colon V\hookrightarrow U}에 따른 체의 당김 {\displaystyle \iota ^{*}{\mathcal {S}}}는 다음과 같은 체이다.
{\displaystyle \iota ^{*}{\mathcal {S}}=\{W\in {\mathcal {S}}\colon W\subseteq V\}}

#### 열린집합 범주에서의 그로텐디크 준위상
{\displaystyle \operatorname {Open} (X)}에서는 모든 당김이 존재하며, 열린집합의 교집합과 같다. 즉, {\displaystyle V,W\subseteq U}일 때, {\displaystyle V\times _{U}W=V\cap W}이다. 따라서, 사상 집합을 통한 정의를 사용할 수 있다.
- (덮개의 국한) {\displaystyle \{U_{i}\}_{i\in I}}가 열린집합 {\displaystyle U}의 덮개이고, {\displaystyle V\subseteq U}라면, {\displaystyle \{U_{i}\cap V\}_{i\in I}}는 {\displaystyle V}의 덮개이다.
- (덮개의 세분) 열린집합 {\displaystyle U}의 덮개 {\displaystyle \{U_{i}\}_{i\in I}} 및 각 {\displaystyle i\in I}에 대하여 {\displaystyle U_{i}}의 덮개 {\displaystyle \{U_{i,j}\}_{j\in J_{i}}}가 주어졌을 때, {\displaystyle \{U_{i,j}\}_{i\in I,j\in J_{i}}}는 {\displaystyle U}의 덮개이다.
- (자명한 덮개) {\displaystyle \{U\}}는 {\displaystyle U}의 덮개이다.

즉, 이는 일반적인 열린 덮개의 성질을 공리화한 것이다.

#### 열린집합 범주에서의 그로텐디크 위상
{\displaystyle \operatorname {Open} (X)}에서 그로텐디크 위상의 공리들을 번역하면 다음과 같다.
- (덮개체의 올곱) {\displaystyle V\subseteq U}이며, {\displaystyle U}의 덮개체 {\displaystyle \{U_{i}\}_{i\in I}}가 주어졌다면, {\displaystyle \{U_{i}\cap V\}_{i\in I}}는 {\displaystyle V}의 덮개체이다.
- (덮개체의 합성) {\displaystyle U}의 덮개체 {\displaystyle \{U_{i}\}_{i\in I}} 및 {\displaystyle U} 위의 임의의 체 {\displaystyle \{T_{j}\}_{j\in J}}가 주어졌다고 하자. 임의의 {\displaystyle i\in I}에 대하여 {\displaystyle \{T_{j}\cap U_{i}\}_{j\in J}}가 {\displaystyle U_{i}}의 덮개체를 이룬다고 하자. 그렇다면 {\displaystyle \{T_{j}\}_{j\in J}}는 {\displaystyle U}의 덮개체이다.
- (자명한 덮개체) {\displaystyle \{V\colon V\subseteq U\}}는 {\displaystyle U}의 덮개체이다.

{\displaystyle \operatorname {Open} (X)} 위에, 덮개체들을 열린 덮개의 하향 폐포들로 고른다면, 이는 위치를 이룬다. 이 위치를 {\displaystyle X}의 작은 위치(영어: small site)라고 한다. 이 위치는 그로텐디크 준위상으로도 정의할 수 있으며, 이 경우 덮개들은 열린 덮개와 같다.

### 위상 공간의 큰 위치
위상 공간과 연속 함수들의 범주 {\displaystyle \operatorname {Top} }를 생각하자. 이 위에 다음과 같은 그로텐디크 위상이 존재한다. 위상 공간 {\displaystyle X\in \operatorname {Top} }의 덮개 {\displaystyle \Phi =\{\phi \colon \operatorname {dom} \phi \to X\}_{\phi \in \Phi }}는 다음 조건을 만족시키는 연속 함수들의 집합이다.
{\displaystyle \bigcup _{\phi \in \Phi }\phi (\operatorname {dom} \phi )=X}
이는 준표준 위상을 이룬다.
위상 공간 {\displaystyle X\in \operatorname {Top} }가 주어졌을 때, {\displaystyle \operatorname {Top} /X}는 {\displaystyle X}로 가는 사상(연속 함수)들을 대상으로 하는 범주이다. 이 경우, {\displaystyle \operatorname {Top} /X}의 두 대상 (연속 함수)
{\displaystyle \phi _{1}\colon Y_{1}\to X}
{\displaystyle \phi _{2}\colon Y_{2}\to X}
사이의 사상은 다음 성질을 만족시키는 연속 함수 {\displaystyle \chi \colon Y_{1}\to Y_{2}}이다.
{\displaystyle \phi _{1}=\phi _{2}\circ \chi }
이 경우, {\displaystyle \operatorname {Top} /X}는 {\displaystyle \operatorname {Top} }로부터 그로텐디크 위상을 물려받는다. 이 그로텐디크 위상을 갖춘 {\displaystyle \operatorname {Top} /X}를 {\displaystyle X}의 큰 위치(영어: big site)라고 한다.

### 스킴의 범주의 그로텐디크 위상
스킴들의 범주 {\displaystyle \operatorname {Sch} } 위에는 다음과 같은 특별한 그로텐디크 위상들이 존재한다.
- 자리스키 위상 {\displaystyle \operatorname {Zar} }. 이는 스킴 위의 고전적인 위상이나 매우 엉성하다.
- 니스네비치 위상. 이는 예브세이 니스네비치(러시아어: Евсей А. Нисневич)가 도입하였으며, 대수적 K이론과 모티브 이론에서 사용된다.
- 에탈 위상 {\displaystyle \operatorname {{\acute {E}}t} }. 이 경우, 덮개는 에탈 사상을 통한 덮개이다. 에탈 코호몰로지를 정의할 때 쓰인다.
- 평탄 위상(영어: flat topology)
  - fppf 위상
  - fpqc 위상

이들은 섬세함에 따라 다음과 같이 전순서를 이룬다. (즉, 왼쪽으로 갈 수록 더 엉성한 위상이며, 오른쪽으로 갈수록 더 섬세한 위상이다.)
비이산 위상 → 자리스키 위상 → 니스네비치 위상 → 에탈 위상 → fppf 위상 → fpqc 위상 → 표준 위상 → 이산 위상
이들 모두 준표준 위상이다.
스킴 {\displaystyle X}에 대하여, 그 위의 조각 범주 {\displaystyle \operatorname {Sch} /X} 위에는 이 위상들의 유도 위상들을 부여할 수 있다.
각 표수 {\displaystyle p}에 대하여, 유한체 {\displaystyle \mathbb {F} _{p}} 또는 {\displaystyle \mathbb {Q} } 위의 분리 거듭제곱 농화(-濃化, 영어: divided power thickening)들의 범주 위에, {\displaystyle \operatorname {Sch} } 위의 위상 가운데 하나를 사용하여 위상을 줄 수 있다. 이러한 위치들을  무한소 위치(영어: infinitesimal site, crystalline site)라고 하며, 결정 코호몰로지(영어: crystalline cohomology)를 정의하는 데 쓰인다.

## 역사
1949년에  앙드레 베유는 유한체 위의 대수다양체에 대한 베유 추측을 제시하였고, 이들을 증명하려면 베유 코호몰로지라는 새로운 코호몰로지 이론이 필요하다고 제안하였다. 그러나 베유 자신은 베유 코호몰로지를 정의하는 데 실패하였다.
1958년에 장피에르 세르는 베유 코호몰로지를 정의하기 위하여 등자명 피복(영어: isotrivial cover)의 개념을 도입하였다. (이는 오늘날 에탈 사상의 개념과 관련돼 있다.) 세르는 이 개념을 1958년 4월 28일 세미나에서 강의하였고, 이를 청강하던 알렉산더 그로텐디크는 이를 사용하여 베유 코호몰로지를 성공적으로 정의할 수 있다고 확신하였다. 그러나 세르는 그로텐디크와 달리 이에 대하여 회의적이었다고 한다.:321
1960년대 초에 그로텐디크는 에탈 사상을 사용하여, 베유 코호몰로지의 최초의 예인 에탈 코호몰로지 및 에탈 기본군 등을 정의하였다. 이를 정의하기 위하여 그로텐디크는 고전적 위상 공간의 개념을 버리고 대신 위치(그로텐디크 위상을 갖춘 범주)의 개념을 도입하였다. 1961년 가을에 그로텐디크는 하버드 대학교를 방문하여 마이클 아틴 · 오스카 자리스키 · 데이비드 멈퍼드와 토론하였고, 아틴은 이듬해 봄에 위치에 대하여 강의하였다. 아틴의 강의록은 곧 출판되었으며, 이것이 그로텐디크 위상을 다루는 최초의 문헌이다. 이후 위치와 그로텐디크 위상의 이론은 《마리 숲 대수기하학 세미나》(프랑스어: Séminaire de géométrie algébrique du Bois Marie) 3권(1970년) ·4권(1972년)에서 자세하게 다뤄졌다.
그로텐디크는 위치와 그로텐디크 위상의 개념으로부터, 그로텐디크 토포스(위치 위의 층 범주와 동치인 범주)의 개념을 정의하였다. 훗날 그로텐디크는 자신의 회고록에서 위치의 개념이 단지 "토포스라는 핵심적인 개념의 기술적, 임시적 형태"(프랑스어: version technique provisoire de la notion cruciale de topos):P24에 불과하다고 평했다.
1970년 세계 수학자 대회에서 프랜시스 윌리엄 로비어와 마일스 티어니(영어: Myles Tierney)는 그로텐디크 위상의 개념을 일반화한 로비어-티어니 위상의 개념을 발표하였다.

## 참고 문헌
1. ↑  Johnstone, Peter T. (1977). 《Topos theory》. London Mathematical Society Monographs (영어) 10. Academic Press. MR 0470019. Zbl 0368.18001.
2. ↑  Weil, André (1949). “Numbers of solutions of equations in finite fields”. 《Bulletin of the American Mathematical Society》 (프랑스어) 55 (5): 497–508. doi:10.1090/S0002-9904-1949-09219-4. ISSN 0002-9904. MR 0029393.
3. 1 2 3  McLarty, Colin (2007). 〈The rising sea: Grothendieck on simplicity and generality〉 (PDF).   Gray, Jeremy J.; Parshall, Karen Hunger. 《Episodes in the history of modern algebra (1800–1950)》. History of Mathematics (영어) 32. American Mathematical Society. 301–325쪽. ISBN 978-0-8218-6904-8.
4. ↑  Artin, Michael (1962). “Grothendieck topologies. Notes on a seminar by M. Artin, Spring, 1962” (PDF) (영어). Harvard University Department of Mathematics. Zbl 0208.48701.
5. ↑  Grothendieck, Alexander. 《Récoltes et semailles》 (프랑스어). 몽펠리에: Université des Sciences et Techniques du Languedoc.
6. ↑  Lawvere, F. W.; Tierney, Myles. 〈Quantifiers and sheaves〉 (PDF). 《Actes du Congrès international des mathématiciens, 1/10 Septembre, 1970. Tome 1》 (영어). Gauthier-Villars. 329–334쪽. 2015년 3월 26일에 원본 문서 (PDF)에서 보존된 문서. 2016년 2월 17일에 확인함.

- Mac Lane, Saunders; Moerdijk, Ieke (1992). 《Sheaves in geometry and logic: a first introduction to topos theory》. Universitext (영어). Springer. doi:10.1007/978-1-4612-0927-0. ISBN 978-0-387-97710-2. ISSN 0172-5939. Zbl 0822.18001.

## 같이 보기
- 층 (수학)
- 토포스